# Подварак
Подварак (серб. подварак) — блюдо, известное на Балканах, Востоке, а также в некоторых странах Европы. Основным ингредиентом подварака является квашеная капуста, с добавлением различных специй: лук, красный перец, чёрный перец. Существует несколько вариантов блюда, особенно с добавлением специй: с лавровым листом, чесноком, вином. С подвараком едят разные виды жареного или печёного мяса: индейку, свинину, различные колбасы и т. д.

## Приготовление
Ненад Костич в «Дневнике подмастерья повара» пишет: «Подварак — одно из тех блюд, которые мы нерешительно предложим гостю из западных стран. Мы знаем, что это калорийная бомба и одно из тех блюд, которые сегодня изгоняют со стола в развитом мире. Вместе с грубой крестьянской лепёшкой проя, подварак — это горное, деревенское удовольствие, оно ассоциируется с раскаленной печкой „смедерево“, и это утешение после трудового дня. Жир бывает нескольких видов: и чистое сало, …и тот, который получается из мяса, добавляемого в подварак».
Мясо обжаривают и вынимают. В сковороду добавляют лук, затем нарезанную тонкой соломкой квашенную капусту, чуть позже специи. Выкладывают в форму для запекания слоями капусту и мясо, и помещают в духовку.

## Похожие блюда
Фирменное блюдо северо-восточной провинции Франции — эльзасский шукрут (choucroute, по-французски — квашеная капуста) получило знак защищенного регионального продукта, и ожидается получение знака географического происхождения ЕС. Он похож на сербскую подварку, потому что готовится из нарезанной квашеной капусты, которую обжаривают на масле и уксусе или вине с добавлением кориандра и лавра, а также различных других специй.
В Восточной Европе существует похожее блюдо бигос, родиной которого считают Польшу. Его готовят из смеси свежей белокочанной и квашеной капусты, свинины или колбасы.